# Hanghuhn

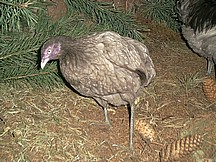
Hanghuhn im Regionalmuseum von Sitzendorf (Thüringen)

Das gemeine Hanghuhn (Gallus gallus conatus) ist ein Fantasiewesen, das hauptsächlich in Witzen erwähnt wird. Kernaussage ist, dass es Hühner gäbe, die aufgrund ihres Lebensraumes (Hang, Deich, stark abfallendes Gelände) durch evolutionäre Anpassung verschieden lange Beine entwickelt hätten, um an der Schräge besser stehen zu können. Ähnliche Witze betreffen in anderen Regionen auch entsprechende Hang- oder Deichschafe und den Dahu aus der Schweiz.
Die Züchtung von Hanghühnern geht angeblich auf Bemühungen von Eisenbahnern zurück, die einst beobachteten, dass ihre Hühner mit gleich langen Beinen ständig von den Bahndämmen kippten. So sei auch erklärlich, dass es, abhängig davon, auf welcher Seite des Bahndammes sie leben bzw. in welche Richtung sie blicken, Nord- und Südhanghühner existieren. Das Südhanghuhn, welches neben den unterschiedlich langen Beinen auch verschieden große Flügel habe, sei aus eben genannter Physis daher ausschließlich in der Lage, eine orbikulare Flugbahn zu beschreiben.
Das männliche Hanghuhn, der Hanghahn (in Süddeutschland und Teilen Österreichs auch Hanggockel genannt), müsse zur Paarung einmal um den Hang herumlaufen, um von hinten an das Hanghuhn zu gelangen. Hanghühner bauen ihre Nester hauptsächlich in steilem, abfallendem Gelände. Dabei müssen die Hühner darauf achten, dass die Eier nicht den Hang herunterrollen, sonst werden aus den Hanghuhnküken ganz normale Haushühner. Eine weitere typische Besonderheit ist deshalb die Tatsache, dass Hanghuhneier eine abgeplattete Seite haben, um sicherer im in den Hang gebauten Nest zu liegen.
Das Verhalten des Hanghuhnes wird in verschiedenen Witzen beschrieben, so kann das Huhn angeblich seinen Geburtshang nicht verlassen, und stürzt den Hang hinunter, wenn es sich umdreht.
Das helfe, das Hanghuhn leicht zu fangen. Nach übereinstimmenden Berichten sei es verärgert, wenn man es als Hanghuhn anruft. Wenn man sich von hinten annähere und rufe „Hanghuhn, guck mal“ versuche es zunächst herauszufinden, woher der Ruf kommt, woraufhin es beim Umdrehen am Hang umfalle.
Kreuzungen zwischen „linken“ und „rechten“ Hanghühnern sind daher unter natürlichen Umständen nicht möglich, da zur Begattung beide Tiere in die gleiche Richtung blicken müssten. Beim Versuch, sich mit einem Tier aus der jeweils anderen Gruppe zu paaren, würde in diesem Moment einer der beiden Vögel unweigerlich umkippen.
Das Hanghuhn ist eines jener seltsamen Fabelwesen, welches unter die Rubrik Jägerlatein gehört. Mit den Fabelwesen der Sage, wie etwa dem Einhorn, haben sie nur selten etwas zu tun.

## Ähnliche Fabelwesen
- Elwetritsch
- Rasselbock
- Wildes Haggis
- Wolpertinger